# Laphria coquillettii
Laphria coquillettii är en tvåvingeart som beskrevs av Mcatee 1919. Laphria coquillettii ingår i släktet Laphria och familjen rovflugor.
Artens utbredningsområde är Kalifornien. Inga underarter finns listade i Catalogue of Life.